# Angela Braly
Pour les articles homonymes, voir Braly.
Angela Braly est une femme d'affaires américaine, née 1er juillet 1961. Elle est présidente-directrice générale de WellPoint de 2007 à 2012.
En 2008, elle est classée comme la quatrième femme la plus puissante au monde par le magazine Forbes, et huitième en 2009.